# Gonocalyx smilacifolius
Gonocalyx smilacifolius är en ljungväxtart som först beskrevs av August Heinrich Rudolf Grisebach, och fick sitt nu gällande namn av Albert Charles Smith. Gonocalyx smilacifolius ingår i släktet Gonocalyx och familjen ljungväxter. Inga underarter finns listade i Catalogue of Life.